# Villa Gröbe

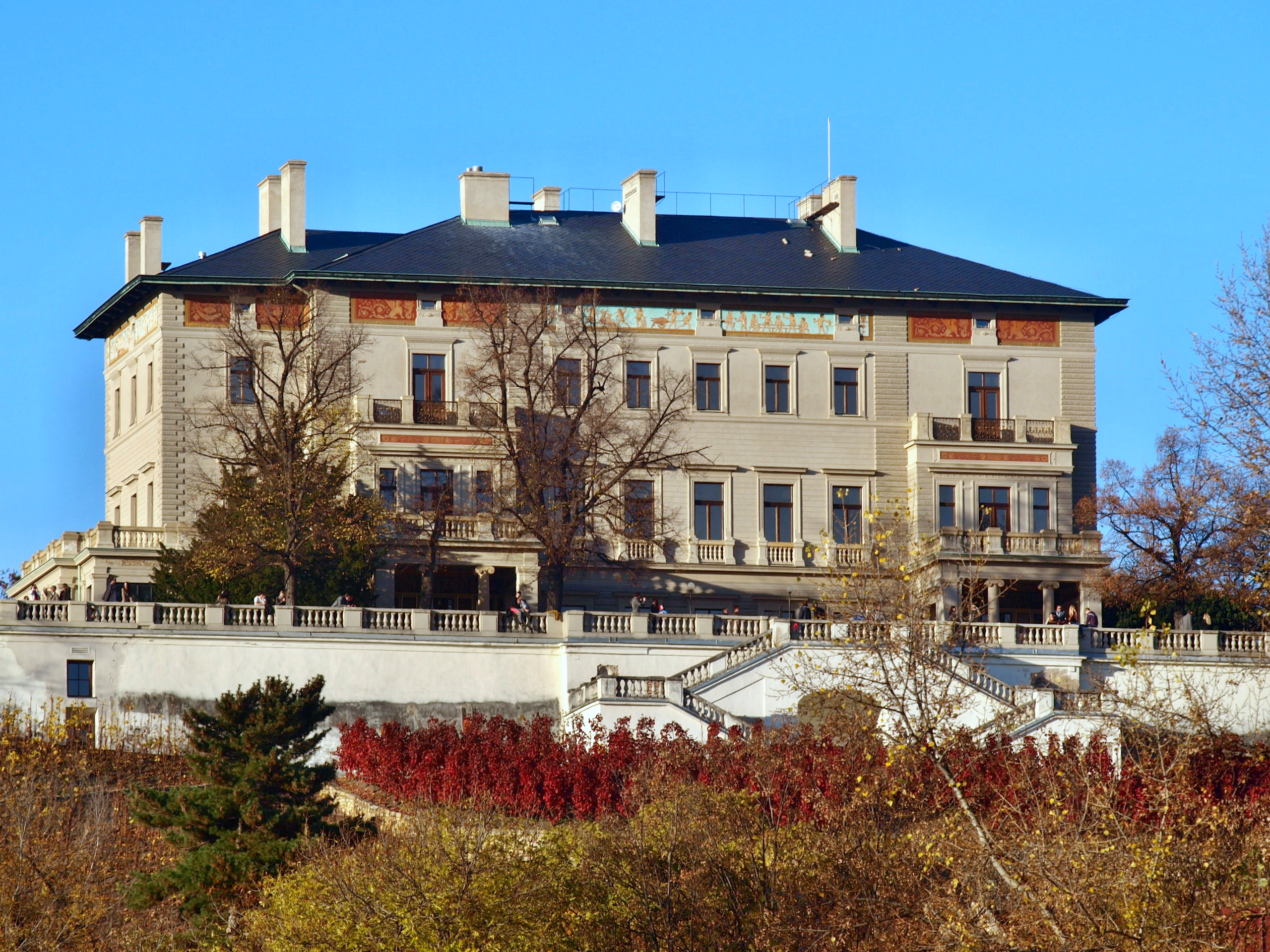
Villa Gröbe, Südansicht (2015)

Die Villa Gröbe (tschechisch Gröbeho oder Gröbova vila) ist eine Villa im Stadtteil Vinohrady der tschechischen Hauptstadt Prag. Der Prachtbau nach einem Entwurf von Anton Viktor Barvitius entstand in den Jahren 1871 bis 1874 und diente dem Bauunternehmer und Industriellen Moritz Gröbe bis zu seinem Tod 1891 als Wohnsitz. Umgeben ist das Neorenaissance-Bauwerk von den Havlíček-Anlagen (Grébovka oder Gröbovka), einem beliebten Prager Naherholungsgebiet samt Weinberg. Derzeit beherbergt es das Central and Eastern European Law Initiative Institute.

## Standort
Die Villa Gröbe steht auf 241 m n.m. auf einer künstlich geschaffenen Terrasse über dem Botič-Tal im Zentrum der Havlíček-Anlagen. Auf dem Südsüdosthang darunter befindet sich ein 1,7 Hektar großer Weingarten, dessen Ursprünge bis ins Mittelalter zurückreichen. Von der Südseite des Gebäudes, wo eine Freitreppe aus dem Weingarten heraufführt, bietet sich ein Ausblick über die Stadtteile Nusle und Vršovice mit dem Bohdalecký-Wald. Während der Öffnungszeiten des Parks ist das Gelände um die Villa frei zugänglich.

## Geschichte

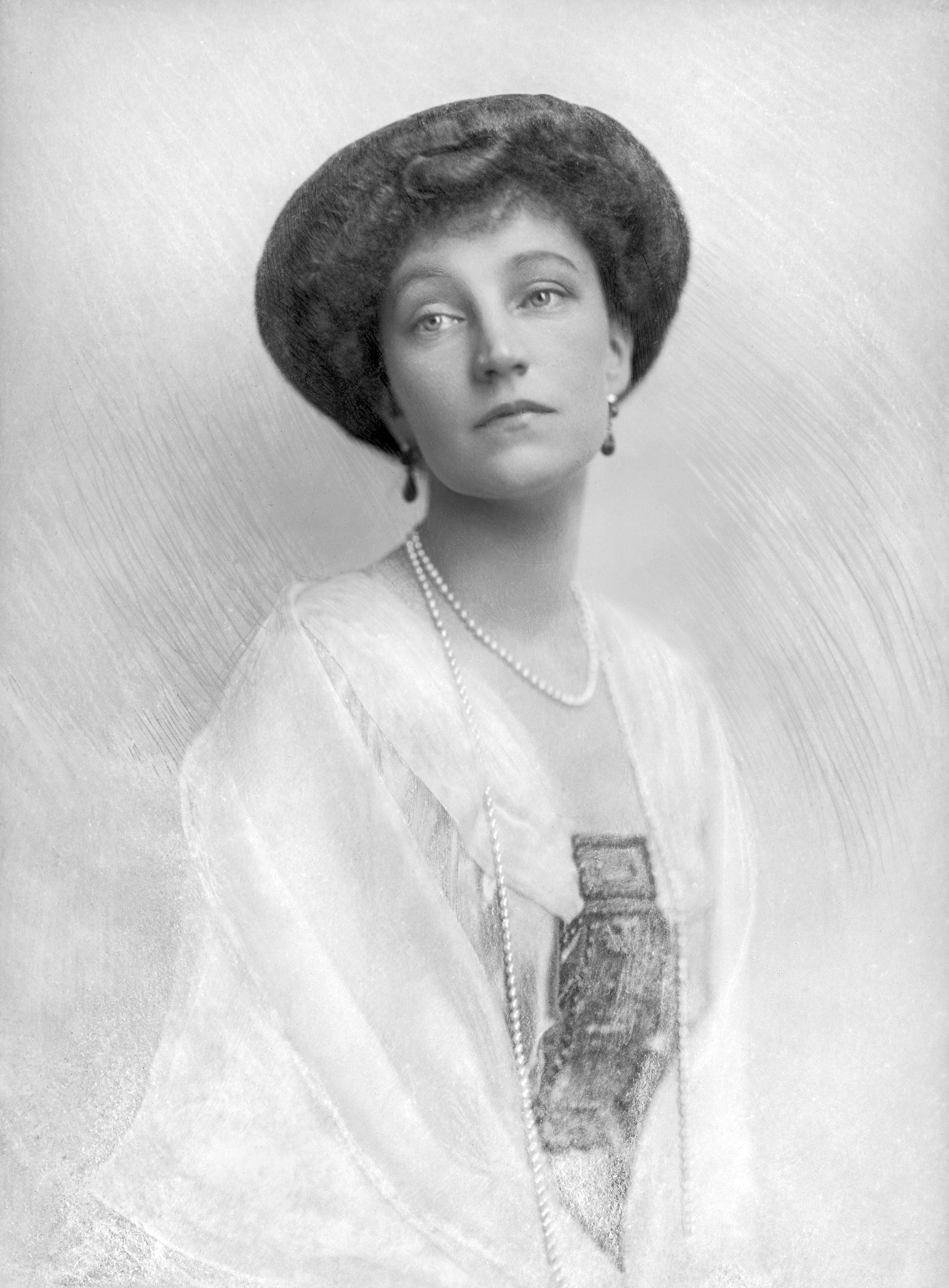
Erzherzogin Elisabeth Marie von Österreich

1870 kaufte der Gesellschafter des Bauunternehmens Lanna & Šebek, Moritz Gröbe, das Gelände, auf dem sich lediglich ein Weinberg sowie die beiden Bauerngebäude Horní und Dolní Landhauska (oberes und unteres Landhaus) befanden. Die Grundsteinlegung für den Bau der Villa Gröbe erfolgte am 1. Juni 1871. Nach Gröbes Tod nutzten seine Erben die Parkanlage nicht selbst, sondern machten sie gegen Eintrittsgebühr der Öffentlichkeit zugänglich. Die Räumlichkeiten der Villa wurden von 1902 bis 1905 an Angehörige der kaiserlich-königlichen Herrscherfamilie vermietet. Zeitweise lebte Kaiserenkelin Erzherzogin Elisabeth Marie von Österreich mit ihrem Gemahl Otto zu Windisch-Graetz in dem Haus.
Nach über drei Jahrzehnten in Familienbesitz verkauften die Gröbe-Erben die Villa samt Parkanlage schließlich 1905 an die Stadt Vinohrady. Am 16. Mai des folgenden Jahres wurde das Gelände unter dem Namen Havlíčkovy sady für die Allgemeinheit geöffnet. Die ursprünglich abgeschiedene Villa befand sich zu diesem Zeitpunkt bereits mitten in einem Wohnviertel. Während eines alliierten Luftangriffs am 14. Februar 1945 wurden das Gebäude und andere Teile des Anwesens schwer beschädigt. Die Villa brannte nach einem Bombeneinschlag vollständig aus.
In den Jahren 1951 bis 1953 wurde unter Leitung des Architekten Pavel Smetana mit dem Wiederaufbau der zerstörten Villa begonnen. Bereits vor dem Bombeneinschlag waren Bausubstanz und Innenräume durch verschiedene Nutzungen stark beansprucht worden. Beim Wiederaufbau im Zeichen des sozialistischen Realismus wurden die ursprünglichen Decken durch Stahlbetondecken ersetzt und gemauerte Trennwände in den Zimmern eingezogen. Zudem ersetzte man die ursprünglichen Wandmalereien durch kommunistische Symbole und passte das Gebäude an neue Nutzungsarten an.
Nach langen Verhandlungen schloss die Stadt Prag am 25. Juni 2001 mit dem Central and Eastern European Law Initiative Institute (CEELI-Institut) einen Mietvertrag über 25 Jahre Laufzeit mit Option auf Verlängerung. Für anstehende Restaurierungskosten in Höhe von fast fünf Millionen US-Dollar sowie Betrieb und Versicherung musste das CEELI-Institut selbst aufkommen. Mit dem Ziel, der Villa ihren ursprünglichen Stil und Charakter wiederzugeben, erfolgte eine Restaurierung, die 2005 abgeschlossen wurde. Am 24. Mai jenes Jahres konnte sich die Öffentlichkeit an einem Tag der offenen Tür von den Umbauten überzeugen.

## Architektur

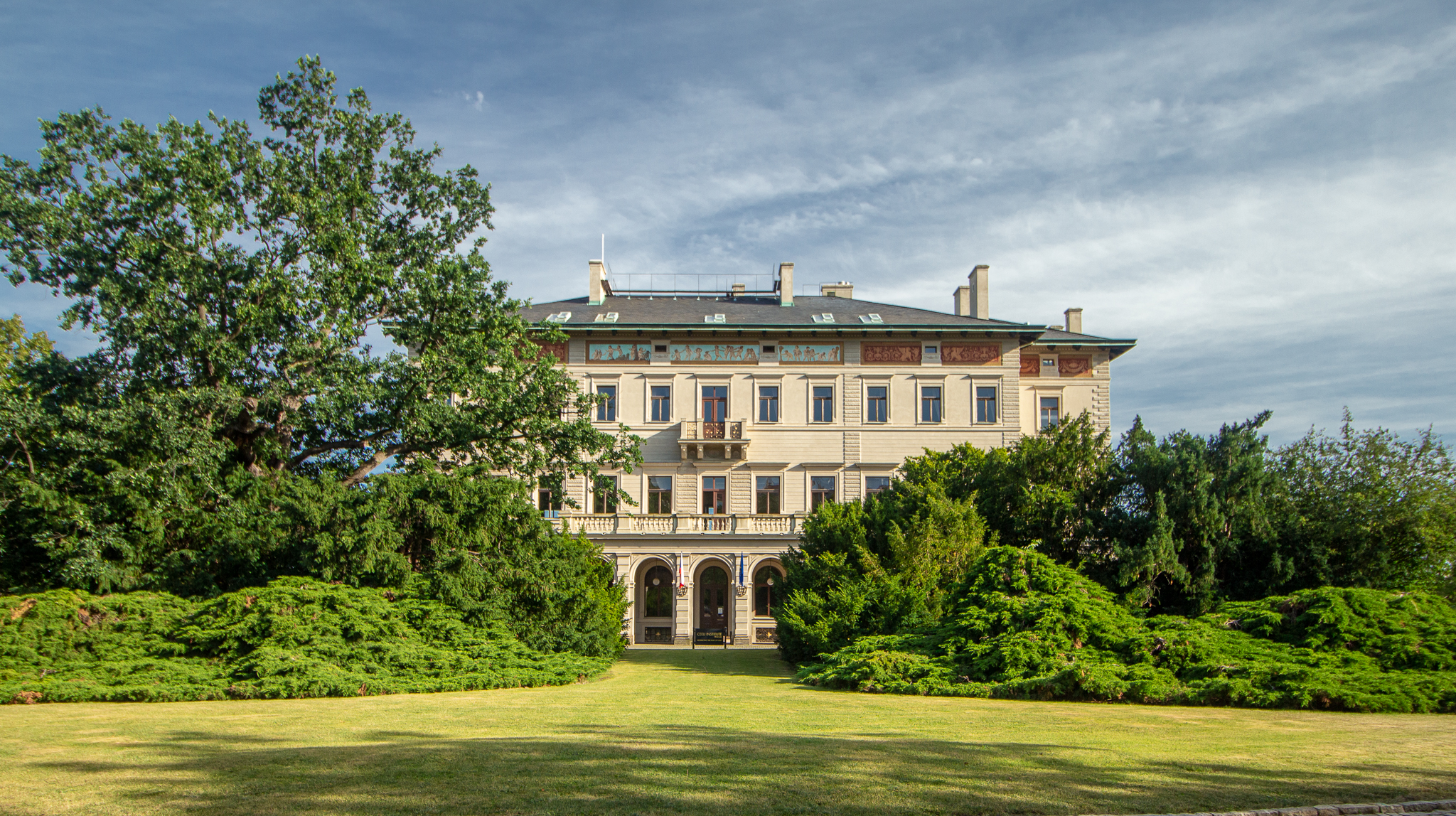
Nordansicht (2020)

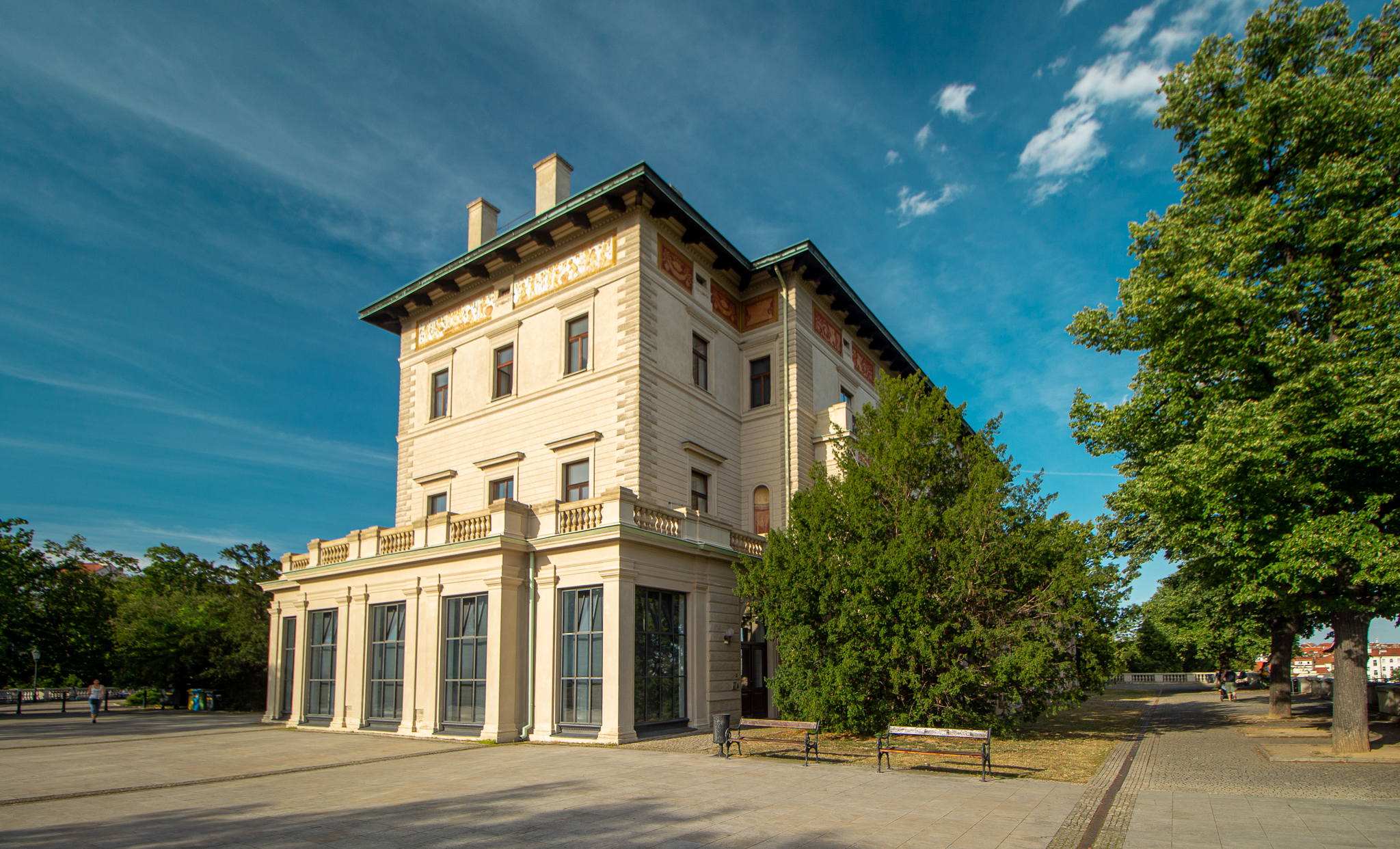
Südwestansicht (2020)

Für die Umsetzung seines Bauvorhabens konnte Moritz Gröbe bekannte Namen verpflichten. Als Architekt engagierte er Anton Viktor Barvitius, als Baumeister František Havel. Mit der Innengestaltung wurde Josef Schulz betraut, ein Wiener Bildhauer übernahm die plastische Ausschmückung der Innenräume. Die Schöpfer ließen sich architektonisch von den Vorstadtvillen der Renaissance inspirieren, die sowohl Adel als auch Klerus als Sommerresidenzen dienten.
Das dreigeschossige Gebäude mit rechteckigem Grundriss ist auf der Nordseite durch eine Loggia mit Arkaden und auf der Südseite durch einen flachen Risalit gekennzeichnet. Aus dem Risalit ragen zwei Ausluchten mit jeweils einem kleinen Portikus mit ionischen Säulen hervor. Die Loggia und die beiden Portiken sowie ein Anbau an der Südwestseite der Villa tragen jeweils einen großen Balkon. Von der südseitigen Terrasse führt eine doppelarmige Freitreppe in den Weingarten hinunter. Unter dem flachen Dach befindet sich ein markantes Lünettengesims mit Fresken, die Kindermotive des Wiener Malers Kugler zeigen. Die Dekorationen an Ost- und Nordseite des Gebäudes wurden von einem italienischen Maler ausgeführt, dessen Name nicht überliefert ist. Die Skulpturen stammen von Bohuslav Schnirch, der vor allem für die Figurengruppe „Apollon und die Musen“ auf dem Národní divadlo bekannt ist, und Josef Vorlíček. Um das Eindringen von Feuchtigkeit zu verhindern, verläuft rund um die Villa ein großzügiger Isolierkorridor. Zudem wurden die Fußböden im Keller auf Balken verlegt.
Im Villeninneren bestehen 30 große Zimmer auf drei Geschossen, die durch eine Marmortreppe miteinander verbunden sind. Eine künstlerische Besonderheit stellt die Kassettendecke von Josef Schulz dar. Im Vergleich zum ursprünglichen Entwurf wurde das Gebäude architektonisch leicht vereinfacht, etwa indem manche Säulen durch Pfeiler ersetzt und eine seitliche Loggia abgerissen wurden.

## Nutzung

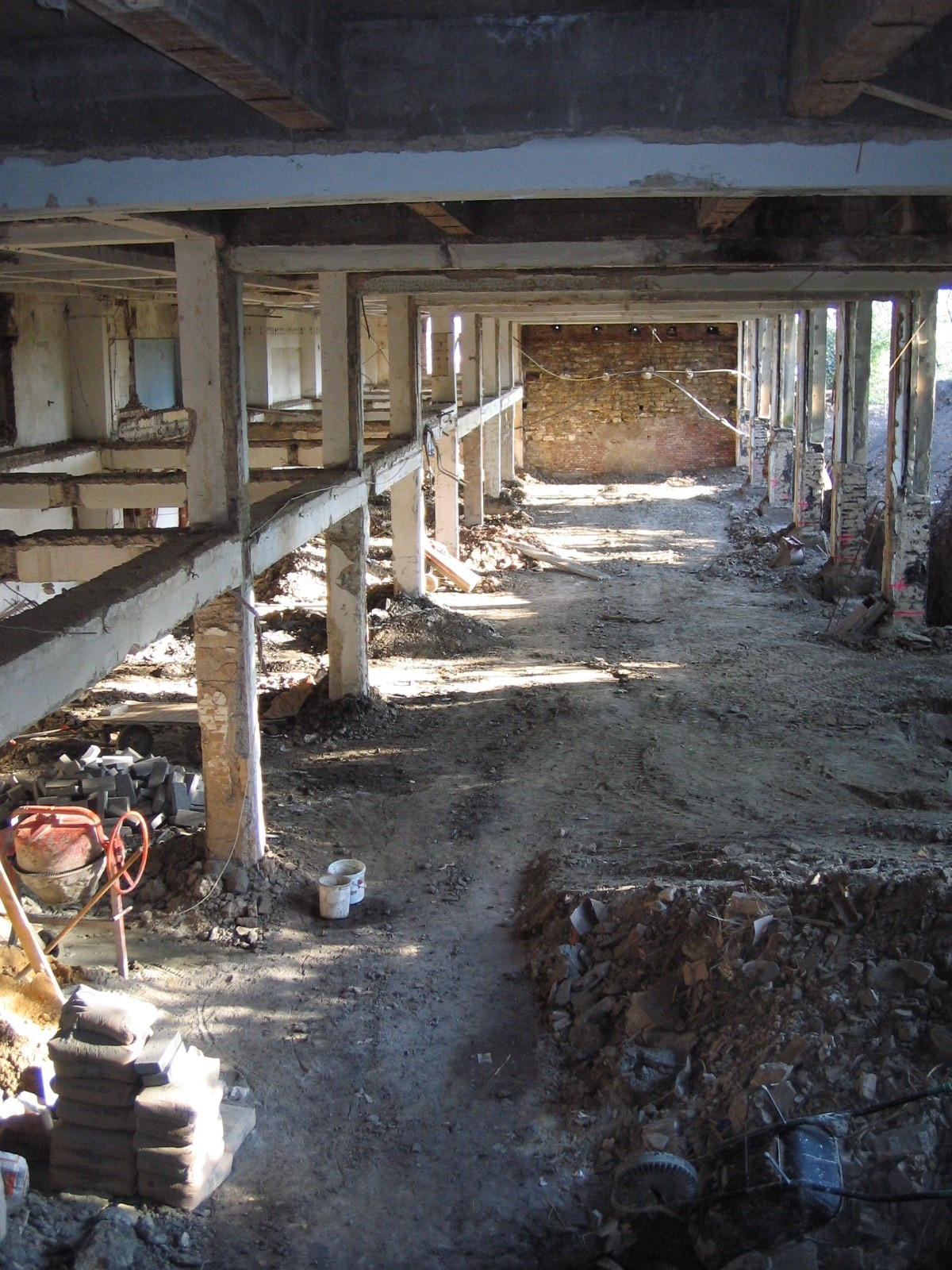
Instandsetzung des Kellergeschosses

Von 1919 bis Mitte der 1930er Jahre beherbergte die Villa Gröbe das forstwirtschaftliche Institut der technischen Universität Prag. In diesem Zeitraum frequentierten bis zu 1000 Studierende das Gebäude, wodurch die Bausubstanz stark beansprucht wurde. Im Jahr 1937 wurde im oberen Teil der Villa eine nach Bürgermeister Karel Baxa benannte Jugendherberge für bis zu 300 Kinder eingerichtet, die Räumlichkeiten des Erdgeschosses dienten derweil als Wohnungen. Während des Zweiten Weltkriegs war die Villa Hauptquartier der Prager Hitlerjugend. Das städtische Büro der Erweiterten Kinderlandverschickung brachte darin die „Reichswerkschule“ für die Ausbildung seiner HJ-Führer unter.
Zwischen 1953 und 1990 diente die Villa als Julius-Fučík-Jugendheim der Kommunistischen Partei der Tschechoslowakei. Danach war die Abteilung für Kinder und Jugendliche des Ministeriums für Bildung und Sport darin untergebracht. Die KPTsch-Aktivitäten wurden fortgesetzt, aber um verschiedene gesponserte Wettbewerbe und Wissensolympiaden sowie die Betreuung behinderter und arbeitsloser Jugendlicher erweitert. 1995 zogen ein Tanz- und ein Gesangskonservatorium in das Gebäude ein.
Nach aufwendigen Restaurierungsarbeiten werden die Räumlichkeiten seit 2005 vom privaten Central and Eastern European Law Initiative Institute (CEELI-Institut) genutzt. Sie dienen der Aus- und Weiterbildung von Juristen und umfassen neben einem Forschungszentrum eine Bibliothek sowie Unterkünfte für die Kursteilnehmer.